# الحبيل (عبس)

تعديل مصدري - تعديل

الحبيل هي إحدى قرى عزلة بني حسن بمديرية عبس التابعة لمحافظة حجة، بلغ تعداد سكانها 313 نسمة حسب تعداد اليمن لعام 2004.